# トレイン・イン・ヴェイン
「トレイン・イン・ヴェイン」 (Train in Vain (Stand by Me)) は、イギリスのパンク・ロック・バンド、ザ・クラッシュのアルバム『ロンドン・コーリング』収録曲。アルバム発売時のトラック・リストには掲載されておらず、アルバムの最後に隠しトラックとして存在していた。
これは意図的なものではなく、ジャケット制作に入ってからこの曲の収録が決まったためである。全米トップ30に入ったクラッシュの最初の曲で、2004年にはローリング・ストーンの選ぶ「史上最も偉大な500曲」の292位に位置付けられた。
アメリカではこの曲はコーラスで繰り返される "stand by me" を追加し、"Train in Vain (Stand By Me)" という曲名になった。曲名が「トレイン・イン・ヴェイン」になったのは、ベン・E・キングの代表曲「スタンド・バイ・ミー」との混同を避けるためである。

## 由来
この曲は『ロンドン・コーリング』のレコーディング末期のある晩作られ、翌日に録音された。この曲は元々、イギリスのロック誌ニュー・ミュージカル・エクスプレス (NME) にプロモーション用として渡される予定であった。
「トレイン・イン・ヴェイン」はクラッシュがNMEのソノシートに入れるための計画が反故になったためにアルバムに追加された。ミック・ジョーンズはこう語る。「本当の事を言うと、『トレイン・イン・ヴェイン』はNMEが計画してたソノシートに入れるため、NMEにくれてやる予定のものだったんだ。でもそれは結局うまくいかず、景品用に作ったこの曲が余っちまってね。だからこれをアルバムに突っ込んだんだけど、時間が足りなくてジャケットには載せられなかったのさ」
 結果的にこの曲は歌詞カードにもトラックリストにも載らない唯一の曲となった。

## 内容
『ロンドン・コーリング』がリリースされた時、多くのファンはこの曲のタイトルが「スタンド・バイ・ミー」であると仮定した。歌詞には列車に関する描写が全くないため、本当のタイトルの意味するところは不明である。作者のミック・ジョーンズはこう語る。「この曲は列車のリズムと似てると思ったんだ。もう一度聴いたら、そんな事は感じなかったんだけどね」
「トレイン・イン・ヴェイン」はタミー・ウィネットの1968年のヒット曲「スタンド・バイ・ユア・マン」の歌詞をほぼ真似たラヴソングである。ギターリフはJ.J.ジャクソンの1966年のヒット曲「バット・イッツ・オーライ」に似ている。
ロバート・ジョンソンのファンにとっては、この曲のタイトルはジョンソンの「むなしい恋 (Love in Vain)」を思い出すものである。この曲はたびたびカヴァーされるブルースの古典で、一人で列車に乗る女性を見送る男の物語である。
この曲は、ザ・スリッツの「ティピカル・ガールズ」に対する返事だと解釈されることもある。ミック・ジョーンズはこの曲を書く直前にスリッツのギタリスト、ヴィヴ・アルバータインと別れている。

## カヴァー
「トレイン・イン・ヴェイン」は影響力がある、よく知られたクラッシュの曲となり、多様なアーティストにカヴァーされた。イギリスのインディーダンスバンド“EMF”、ブラジルのロックバンド“イラ!”は2004年にブラジルのMTVでアコースティック・バージョンを "Pra ficar comigo" というタイトルで発表、ブルース・ベースのハードロックバンド“ブラック・クロウズ”、ウェールズのロックバンド“マニック・ストリート・プリーチャーズ”、スウェーデンのインディーロックバンド“シャウト・アウト・ラウズ”等である。
アニー・レノックスは1995年のアルバム『メドゥーサ』で、この曲をソウルフルなダンス・ビートでカヴァーした。アメリカのカントリー歌手ドワイト・ヨアカムは1997年のアルバム『アンダー・ザ・カヴァーズ』でカントリー・ヴァージョンを発表した。サード・アイ・ブラインドは1999年のトリビュート・アルバム『燃えよ!ロンドン〜ザ・クラッシュに捧げる』でカヴァーした。
アメリカのバンド、ガービッジが1996年にリリースした曲「スチューピッド・ガール」でドラム・トラックを「トレイン・イン・ヴェイン」から借用している。ジョー・ストラマーとミック・ジョーンズはこのリリースにあたって、共同作者のクレジットと、版権使用料を受け取った。2007年にベスト・アルバムのためにリマスタリングした時にはポール・シムノンとトッパー・ヒードンもクレジットに加えられた。
この曲はクラッシュの他の曲と同様、『レイト・ナイト・ウィズ・コナン・オブライエン』内でザ・マックス・ワインバーグ7によってよく演奏される。
日本では、岩川浩二がKozzy Iwakawa名義で2011年にリリースしたアルバム"Rods and Mockers"に収録している。

## 発売されたシングル
「トレイン・イン・ヴェイン」はヨーロッパでは33回転シングルとして1980年6月に「バンクロバー」、「ロッカーズ・ガロア...UKツアー」同時収録でリリースされた。イギリスでは当時は「トレイン・イン・ヴェイン」はシングル化されず、「バンクロバー」、「ロッカーズ・ガロア」のみの7インチシングルが1980年8月にリリースされた。最初にシングルが発売されたのはアメリカで、プロモーション用限定盤の12インチシングルが1979年にリリースされた。アメリカでの再発売ではB面に「ロンドン・コーリング」を配し、1980年2月12日に7インチシングルでリリースされた。イギリスでの再発売は1991年で、B面は「ニューヨーク42番街」。シングルの発売状況は以下の表の通り
：
| 年   | B面                                                                  | 規格           | レーベル          | 国         | 注記           |
| ---- | -------------------------------------------------------------------- | -------------- | ----------------- | ---------- | -------------- |
| 1979 | 1. トレイン・イン・ヴェイン - 3:10                                   | 33回転10インチ | Epic AS 749       | アメリカ   | プロモーション |
| 1980 | 1. ロンドン・コーリング                                              | 45回転7インチ  | Epic 50851        | アメリカ   | 再発売         |
| 1980 | 1. バンクロバー - 4分33秒 2. ロッカーズ・ガロア...UKツアー - 4分39秒 | 33回転7インチ  | CBS 8370          | ヨーロッパ |                |
| 1991 | 1. ニューヨーク42番街 - 3分51秒                                      | 45回転7インチ  | Columbia 657430 7 | イギリス   | 再発売         |

「トレイン・イン・ヴェイン」はコンピレーション・アルバム『ザ・ストーリー・オヴ・ザ・クラッシュ』（1988年。ディスク1）、『クラッシュ・オン・ブロードウェイ』（1991年。ディスク2）、『ザ・シングルズ』（1991年）、『ライヴ・クラッシュ』（1999年。1981年ボンズ・カジノでのライヴ）、『エッセンシャル・クラッシュ』（2003年。ディスク2）、『the CLASH SINGLES '77-'85』（2006年。ディスク11）、『ザ・シングルズ2007』に、そしてもちろんスタジオ・アルバム『ロンドン・コーリング』（1979年）と2004年の25周年記念盤『レガシー・エディション』に収録されている。

## 順位
| チャート             | 最高順位 | Date |
| -------------------- | -------- | ---- |
| 全英シングルチャート | 4        |      |
| ビルボードホット100  | 23       |      |